# دریاکنار (شهرک)

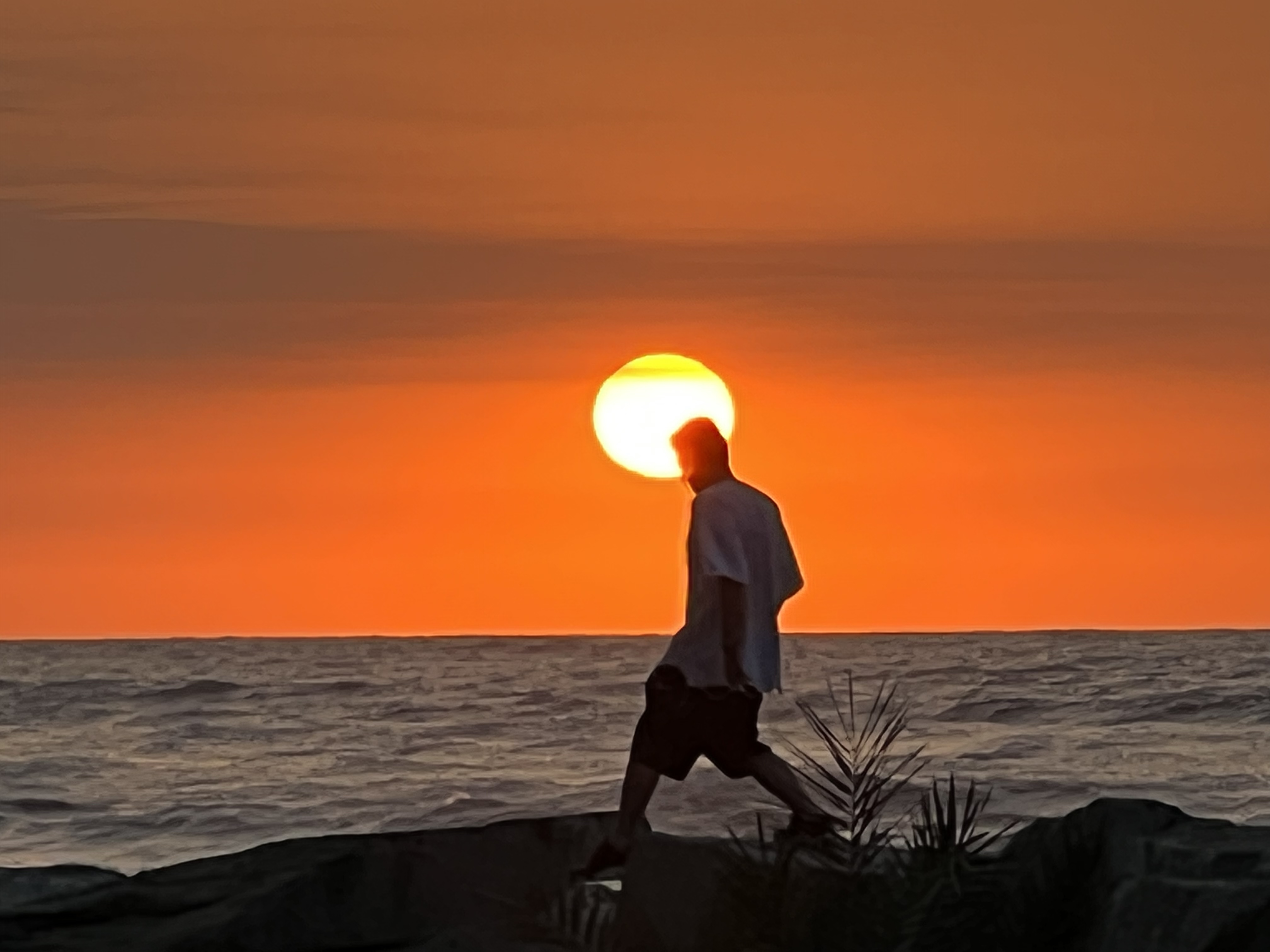
غروب افتاب

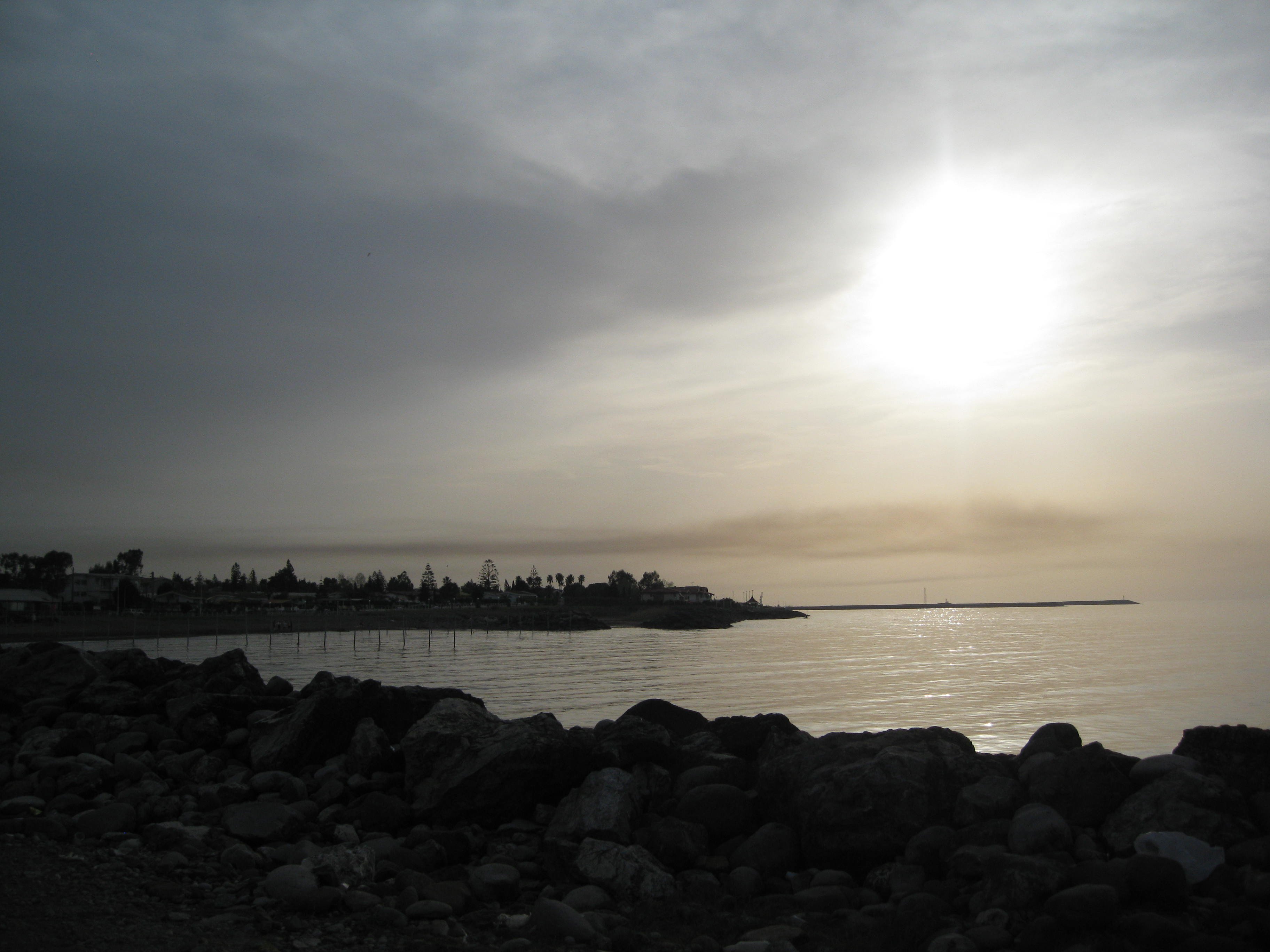

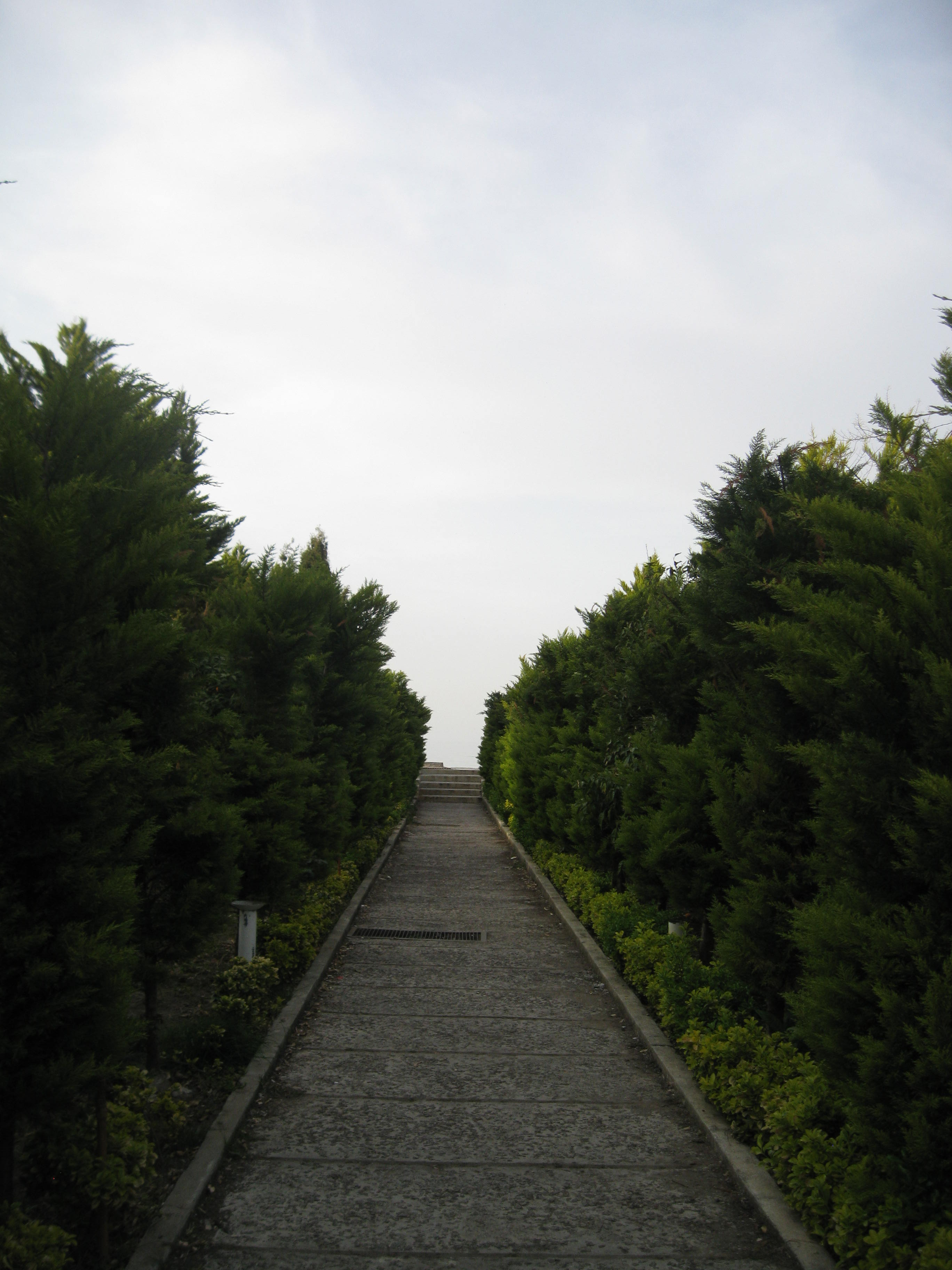

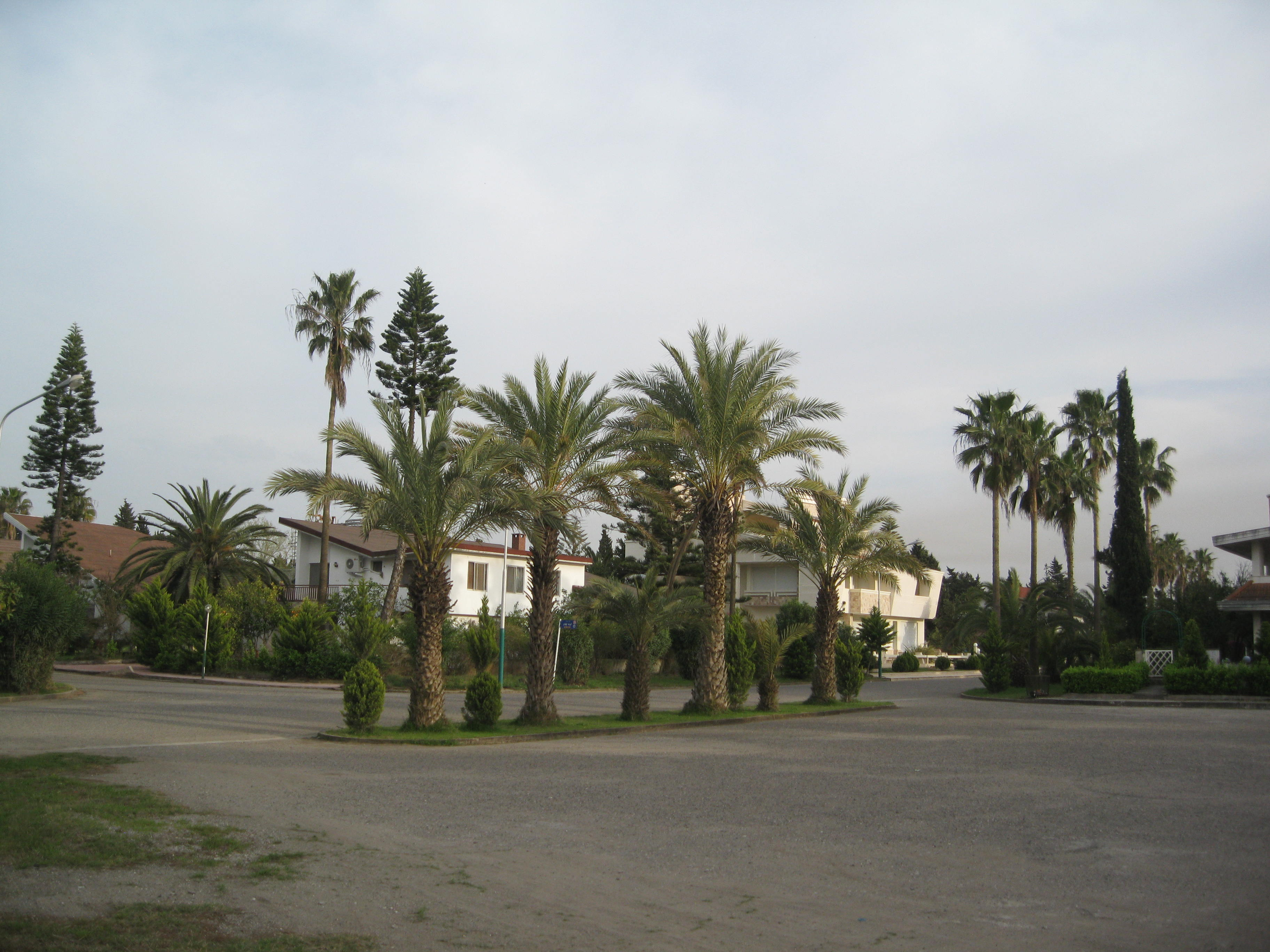

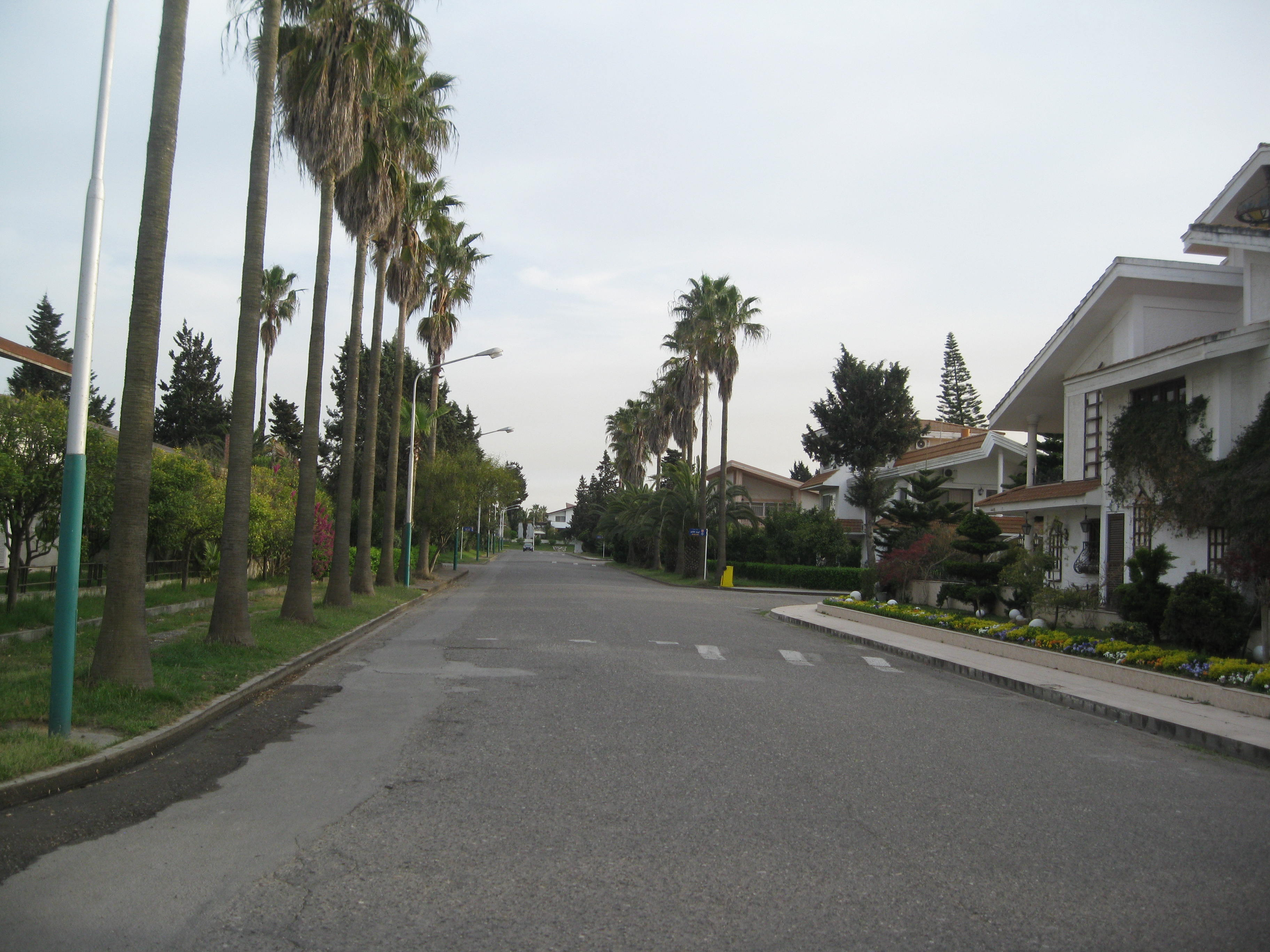

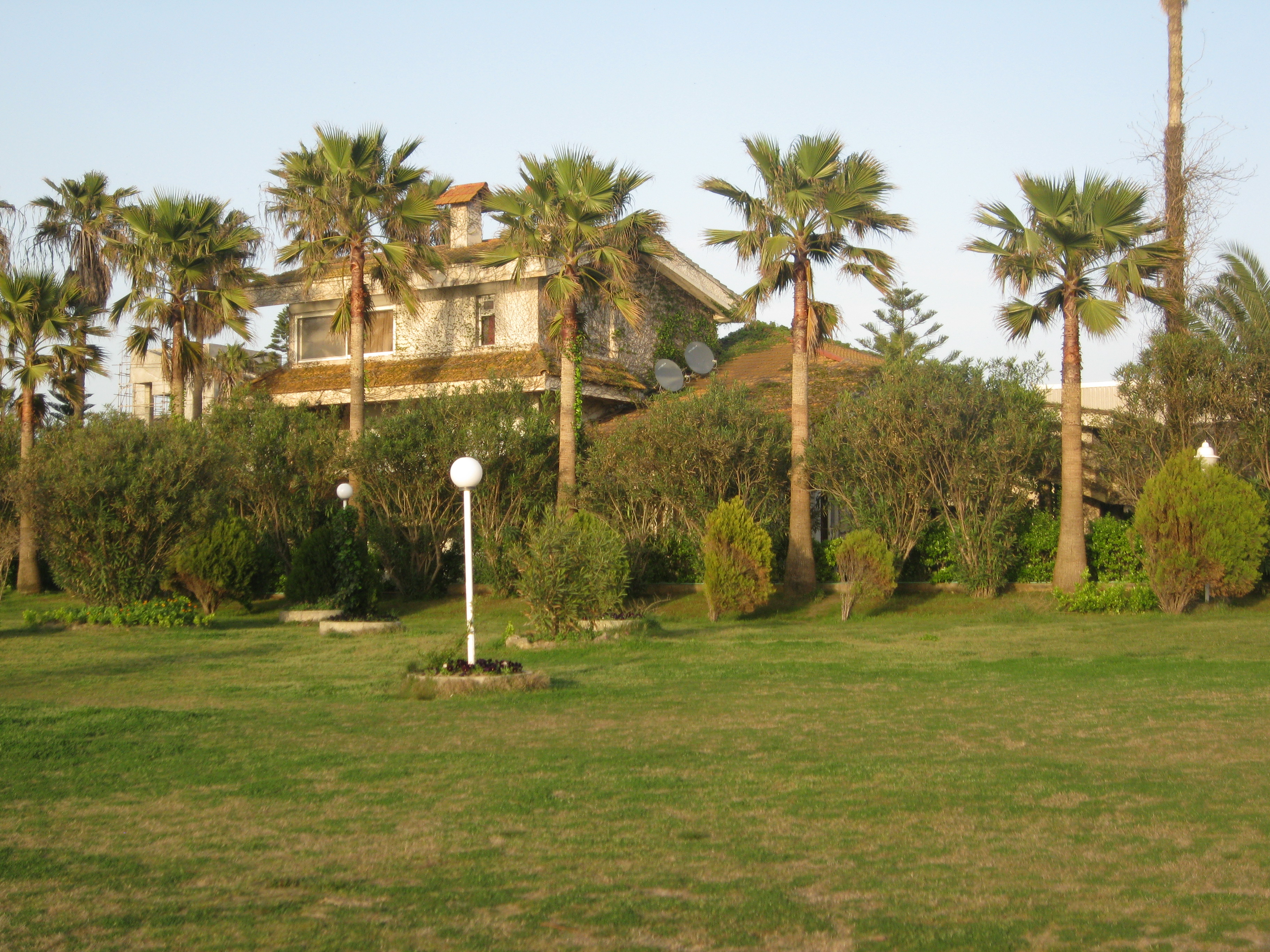

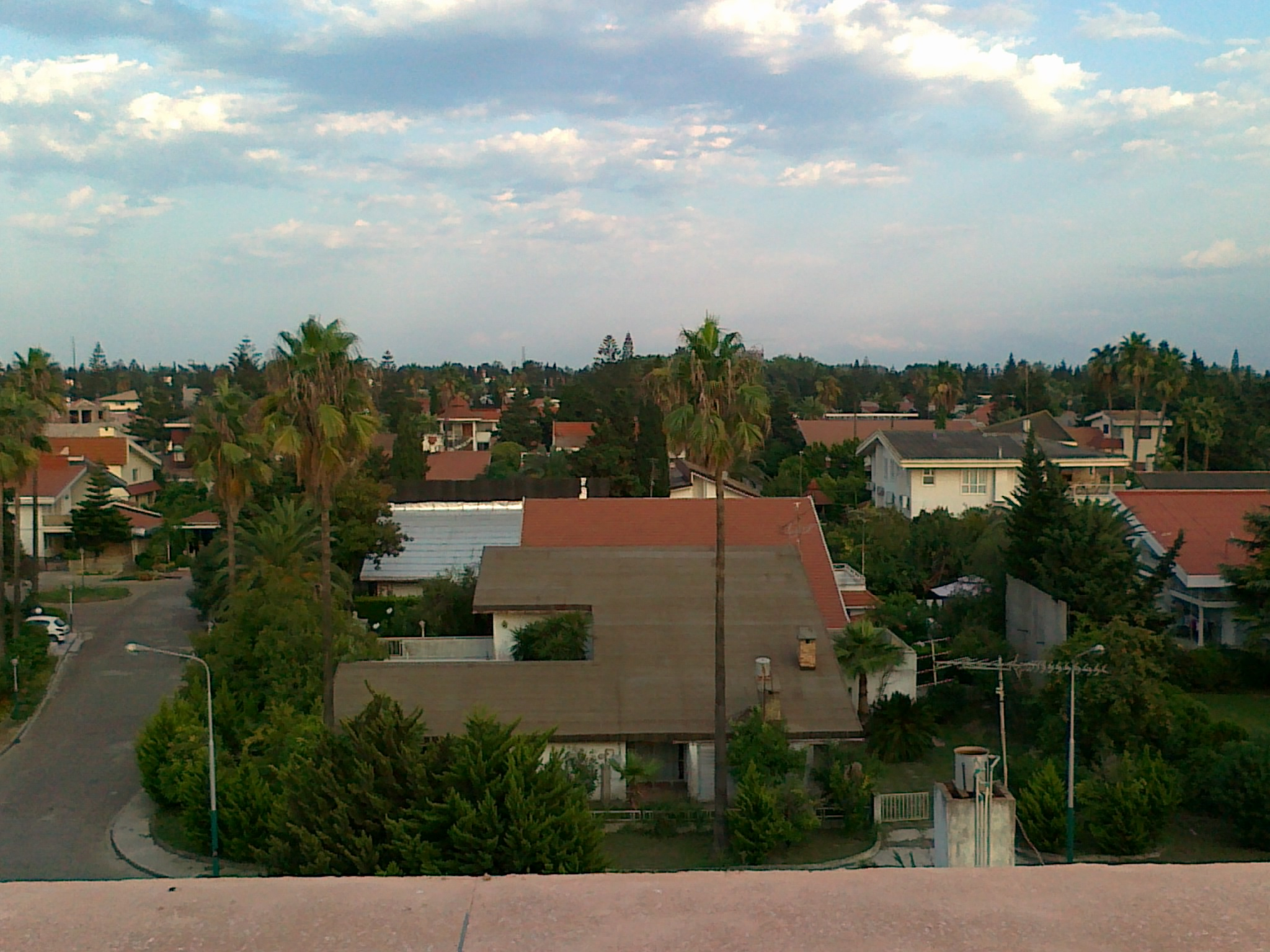

شهرک دریاکنار یک شهرک خصوصی ساحلی مسکونی-تفریحی در شهرستان بابلسر استان مازندران است که در امتداد «دریای خزر» و ۵ کیلومتری شهرستان بابلسر در مسیر بابلسر به فریدونکنار قرار دارد. احداث این شهرک ساحلی با حمایت محمد رضا شاه پهلوی و در اوایل دههٔ ۴۰ خورشیدی آغاز و در اواخر آن به پایان رسید که در زمان خود از جمله اولین، پولدارترین و بزرگترین شهرک‌های ایران در سطح خاورمیانه به‌شمار می‌رفت. 
دریا کنار که یکی از قدیمی‌ترین و بزرگ‌ترین شهرک‌های مسکونی شمال ایران است و اکنون دارای بیش از ۱۸۰۰ واحد ویلا است. طراحی فضای باز و ویلاهای آن متاثر از معماری غربی است و آقای «حسین امانت» طراح مشهور میدان و برج آزادی نیز در طراحی این شهرک سهیم بوده‌است. این شهرک مسافتی بیش از ۲٫۷ کیلومتر درازای ساحل دریای خزر را به خود اختصاص داده و مساحت کل آن حدود ۳٫۱ کیلومتر مربع یا بیش از ۳۰۰ هکتار می‌باشد. دریا کنار از ۱۷ خیابان تشکیل شده و طول خیابان ورودی شهرک یا خیابان یکم معادل ۱٫۲ کیلومتر و فاصله خیابان یکم تا خیابان هفدهم برابر با ۱٫۸ کیلومتر می‌باشد.
این شهرک به دلیل واقع شدن در مجاورت دریای خزر و داشتن فضاهای سبز انبوه و محیط خانوادگی دلچسب، معروف شده‌است. جاده‌های هراز، فیروزکوه، و کناره نیز امکان مسافرت‌های بین شهری را برای ساکنان شهرهایی چون تهران، بابل و غیره فراهم نموده و اکثر مالکان و مستاجران آن، ایام تعطیل به خصوص عید نوروز و فصل تابستان را در آنجا سپری می‌کنند.البته ورود به این شهرک تنها در صورت مالک بودن یا مستاجر یا با کارت ورود یا مهمانین مالکین با ایجاد هماهنگی امکان پذیر میباشد.برای تعطیلات یا مسافرت میتونید در این شهرک ویلا اجاره کنید.
خیابان‌های زوج شهرک بجز خیابان چهارم به دریا می‌رسد که با سنگ‌هایی بزرگ پوشیده شده‌است که امکان پیاده روی از خیابان یکم تا هفدهم فراهم میکند. در آخر خیابان یکم این شهرک، رستوران و سرگرمی‌های گوناگون به همراه صندلی‌های ساحلی برای مردم در نظر گرفته شده‌است که به ان سی ساید دریاکنار نیز گفته میشود که مکانی زیبا در کنار دریا است که مردم میتوانند از انجا لذت ببرند.همچنین در خیابان یکم مکانی برای رنت اجاره دوچرخه،چهارچرخ atv نیز وجود دارد.خیابان‌های ششم و هفدهم دریا کنار به ساحل شنا مرتبطند که دارای نجات غریق است. معمولاً در فصل‌های گرما ساحل خیابان ششم برای آقایان، و ساحل خیابان هفدهم برای بانوان فراهم می‌شود خیابان هفدهم مکانی مخصوص و پوشیده شده برای بانوان در فصل گرما دارد که از ساعت ۱۰ صبح تا ساعت ۵ مخصوص خانم‌ها و از ساعت ۵ به بعد در اختیار عموم و اقایان قرار می‌گیرد.
تفریحات دیگر این شهرک دور دور های شبانه جوانان به خصوص ۵شنبه شب نیز میتوان اشاره کرد.